# 2 브라더스 온 더 포스 플로어
2 브라더스 온 더 포스 플로어(2 Brothers on the 4th Floor)는 네덜란드의 밴드이다.